# Rue Gauguet
La rue Gauguet est une voie du 14e arrondissement de Paris, en France.

## Situation et accès
La rue Gauguet est une voie publique située dans le 14e arrondissement de Paris. Elle débute au 36, rue des Artistes et se termine en impasse.

## Origine du nom
La rue tire son nom de celui d'un ancien propriétaire, M. Gauguet.

## Historique
Cette rue est classée dans la voirie de Paris par arrêté du 12 décembre 1935.

## Bâtiments remarquables et lieux de mémoire
- Au no 7, le peintre Nicolas de Staël y a eu son atelier.
  - Rue Gauguet  est un tableau (1949) de Nicolas de Staël, conservé au musee des Beaux-Arts de Boston[1].
- Au no 5, les peintres Hans Hartung et Anna-Eva Bergman y ont résidé entre 1957 et 1959[2].